# Kings County (Californië)

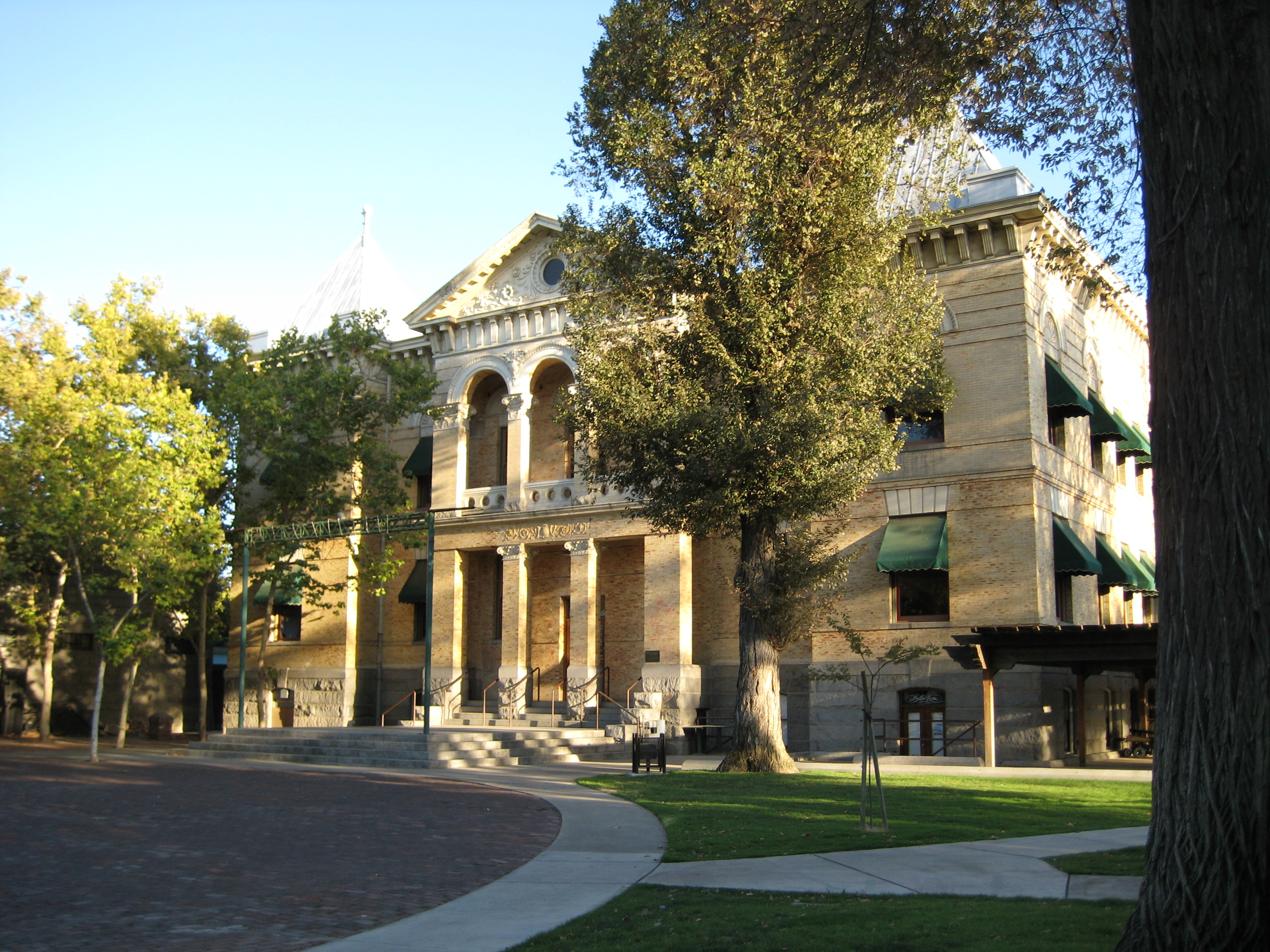
Kings County Courthouse

Kings County is een county in de Amerikaanse staat Californië. Hij werd gevormd in 1893 en bestond uit delen van Tulare County.
Zijn naam kreeg de county van de Kings River die ontdekt werd in 1805 door een expeditie en toen Rio de los Santos Reyes (rivier van de heilige koningen) genoemd werd.

## Geografie
De county heeft een totale oppervlakte van 3.604 km² (1.391 mijl²) waarvan 3.603 km² (1.391 mijl²)land is en 1 km² (0 mijl²) of 0,04%) water is.

### Aangrenzende county's
- Kern County - zuiden
- Tulare County - oosten
- Fresno County - noorden, noordwest
- Monterey County - westen
- San Luis Obispo County - zuidwest

### Steden en dorpen
- Armona
- Avenal
- Corcoran
- Hanford
- Home Garden
- Kettleman City
- Lemoore
- Lemoore Station
- Stratford